# Communauté de communes du pays de Coulanges-sur-Yonne
La communauté de communes du pays de Coulanges-sur-Yonne est une ancienne communauté de communes française, située dans les départements de l'Yonne et de la Nièvre, en région Bourgogne.
Créée le 30 décembre 1998, elle disparait le 1er janvier 2014. Ses communes membres sont alors intégrées à la communauté de communes de Forterre - Val d'Yonne.

## Composition
Elle est composée de sept communes :
| Nom                         | Code Insee | Gentilé     | Superficie (km2) | Population (dernière pop. légale) | Densité (hab./km2) |
| --------------------------- | ---------- | ----------- | ---------------- | --------------------------------- | ------------------ |
| Coulanges-sur-Yonne (siège) | 89119      | Coulangeois | 10,58            | 567 (2014)                        | 54                 |
| Andryes                     | 89007      | Androgiens  | 29,79            | 425 (2014)                        | 14                 |
| Crain                       | 89129      | Crainois    | 9,90             | 390 (2014)                        | 39                 |
| Festigny                    | 89164      |             | 5,56             | 79 (2014)                         | 14                 |
| Lucy-sur-Yonne              | 89234      | Lucicois    | 8,19             | 149 (2014)                        | 18                 |
| Merry-sur-Yonne             | 89253      | Médériciens | 23,66            | 210 (2014)                        | 8,9                |
| Pousseaux                   | 58217      | Pulsariens  | 11,11            | 211 (2014)                        | 19                 |

Seule Pousseaux est une commune nivernaise, les autres communes étant icaunaises. Étais-la-Sauvin a fait partie de la communauté avant d'intégrer la communauté de communes Portes de Puisaye-Forterre.

## Compétences
- Assainissement non collectif
- Collecte et traitement des déchets des ménages et déchets assimilés
- Politique du cadre de vie
- Protection et mise en valeur de l'environnement
- Activités sanitaires
- Action sociale
- Création, aménagement, entretien et gestion de zone d'activités industrielle, commerciale, tertiaire, artisanale ou touristique
- Action de développement économique (Soutien des activités industrielles, commerciales ou de l'emploi, Soutien des activités agricoles et forestières...)

Tourisme 
- Construction ou aménagement, entretien, gestion d'équipements ou d'établissements culturels, socioculturels, socioéducatifs, sportifs
- Activités périscolaires
- Activités culturelles ou socioculturelles
- Activités sportives
- Transport scolaire
- Création et réalisation de zone d'aménagement concertée (ZAC)
- Constitution de réserves foncières
- Organisation des transports non urbains
- Voies navigables et ports intérieurs
- Création, aménagement, entretien de la voirie
- Signalisation
- Programme local de l'habitat
- Politique du logement social
- Amélioration du parc immobilier bâti d'intérêt communautaire
- Infrastructure de télécommunication (téléphonie mobile...)
- NTIC (Internet, câble...)
- Autres

## Autres adhésions
- Syndicat mixte de la fourrière animale du centre Yonne
- Syndicat mixte de Puisaye
- Syndicat intercommunal d'étude pour la mise en valeur du canal du Nivernais de la rivière Yonne

Le pays avallonnais regroupe :
- la communauté de communes du pays de Coulanges-sur-Yonne ;
- la communauté de communes de la Terre Plaine ;
- la communauté de communes de l'Avallonnais ;
- la communauté de communes de la haute vallée du Serein ;
- la communauté de communes entre Cure et Yonne.

## Histoire
La communauté de communes a été créée par un arrêté daté du 30 décembre 1998.

## Pour approfondir